# Agar (Beba)
Agar o Lugar de Agar es una aldea de la parroquia de Beba, en el municipio de Mazaricos, en la provincia de La Coruña, Galicia, España.

## Demografía
| Gráfica de evolución de Agar entre 2010 y 2020         |
|                                                        |
| Población de derecho según el padrón municipal del INE |